# Chaska
Chaska is een plaats (city) in de Amerikaanse staat Minnesota, en valt bestuurlijk gezien onder Carver County.

## Demografie
Bij de volkstelling in 2000 werd het aantal inwoners vastgesteld op 17.449.
In 2006 is het aantal inwoners door het United States Census Bureau geschat op 23.736, een stijging van 6287 (36,0%).

## Geografie
Volgens het United States Census Bureau beslaat de plaats een oppervlakte van 37,2 km², waarvan 35,6 km² land en 1,6 km² water. Bij Chaska is het Hazeltine National Golf Club gelegen, waar in 2016 de Ryder Cup werd gespeeld.

## Plaatsen in de nabije omgeving
De onderstaande figuur toont nabijgelegen plaatsen in een straal van 12 km rond Chaska.